# APG II-systemet
APG II-systemet er en nu foældet måed at klassificere de dækfrøede planter (Angiospermae) på. Det gældende system hedder APG IV-systemet. Systemet blev i 2003 udviklet af Angiosperm Phylogeny Group. Det er en opdatering af APG-systemet fra 1998. I 2009 kom APG III-systemet.

## Overblik
- angiosperms : [= dækfrøede planter ]
magnoliids
monocots [= enkimbladede ]
commelinids
eudicots [= ægte tokimbladede ]
core eudicots
rosids
eurosids I
eurosids II
asterids
euasterids I
euasterids II

## Inddeling
- clade angiosperms [= dækfrøede planter ]
familie Amborellaceae
familie Chloranthaceae
familie Nymphaeaceae
[+ familie Cabombaceae]
orden Austrobaileyales
familie Austrobaileyaceae
familie Schisandraceae
[+ familie Illiciaceae]
familie Trimeniaceae
clade magnoliids
orden Canellales
familie Canellaceae
familie Winteraceae
orden Laurales
familie Atherospermataceae
familie Calycanthaceae
familie Gomortegaceae
familie Hernandiaceae
familie Lauraceae
familie Monimiaceae
familie Siparunaceae
orden Magnoliales
familie Annonaceae
familie Degeneriaceae
familie Eupomatiaceae
familie Himantandraceae
familie Magnoliaceae
familie Myristicaceae
orden Piperales
familie Aristolochiaceae
familie Hydnoraceae
familie Lactoridaceae
familie Piperaceae
familie Saururaceae
clade monocots [= enkimbladede]
familie Petrosaviaceae
orden Acorales
familie Acoraceae
orden Alismatales
familie Alismataceae
familie Aponogetonaceae
familie Araceae
familie Butomaceae
familie Cymodoceaceae
familie Hydrocharitaceae
familie Juncaginaceae
familie Limnocharitaceae
familie Posidoniaceae
familie Potamogetonaceae
familie Ruppiaceae
familie Scheuchzeriaceae
familie Tofieldiaceae
familie Zosteraceae
orden Asparagales
familie Alliaceae
[+ familie Agapanthaceae ]
[+ familie Amaryllidaceae ]
familie Asparagaceae
[+ familie Agavaceae ]
[+ familie Aphyllanthaceae ]
[+ familie Hesperocallidaceae ]
[+ familie Hyacinthaceae ]
[+ familie Laxmanniaceae ]
[+ familie Ruscaceae ]
[+ familie Themidaceae ]
familie Asteliaceae
familie Blandfordiaceae
familie Boryaceae
familie Doryanthaceae
familie Hypoxidaceae
familie Iridaceae
familie Ixioliriaceae
familie Lanariaceae
familie Orchidaceae
familie Tecophilaeaceae
familie Xanthorrhoeaceae
[+ familie Asphodelaceae ]
[+ familie Hemerocallidaceae ]
familie Xeronemataceae
orden Dioscoreales
familie Burmanniaceae
familie Dioscoreaceae
familie Nartheciaceae
orden Liliales
familie Alstroemeriaceae
familie Campynemataceae
familie Colchicaceae
familie Corsiaceae
familie Liliaceae
familie Luzuriagaceae
familie Melanthiaceae
familie Philesiaceae
familie Ripogonaceae
familie Smilacaceae
orden Pandanales
familie Cyclanthaceae
familie Pandanaceae
familie Stemonaceae
familie Triuridaceae
familie Velloziaceae
clade commelinids
familie Dasypogonaceae
orden Arecales
familie Buxaceae
orden Commelinales
familie Commelinaceae
familie Haemodoraceae
familie Hanguanaceae
familie Philydraceae
familie Pontederiaceae
orden Poales
familie Anarthriaceae
familie Bromeliaceae
familie Centrolepidaceae
familie Cyperaceae
familie Ecdeiocoleaceae
familie Eriocaulaceae
familie Flagellariaceae
familie Hydatellaceae
familie Joinvilleaceae
familie Juncaceae
familie Mayacaceae
familie Poaceae
familie Rapateaceae
familie Restionaceae
familie Sparganiaceae
familie Thurniaceae
familie Typhaceae
familie Xyridaceae
orden Zingiberales
familie Cannaceae
familie Costaceae
familie Heliconiaceae
familie Lowiaceae
familie Marantaceae
familie Musaceae
familie Strelitziaceae
familie Zingiberaceae
orden Ceratophyllales
clade eudicots [= ægte tokimbladede ]
familie Buxaceae
[+ familie Didymelaceae]
familie Sabiaceae
familie Trochodendraceae
[+ familie Tetracentraceae]
orden Proteales
familie Nelumbonaceae
familie Proteaceae
[+ familie Platanaceae ]
orden Ranunculales
familie Berberidaceae
familie Circaeasteraceae
[+ familie Kingdoniaceae ]
familie Eupteleaceae
familie Lardizabalaceae
familie Menispermaceae
familie Papaveraceae 
[+ familie Fumariaceae ]
[+ familie Pteridophyllaceae ]
familie Ranunculaceae
clade core eudicots
familie Aextoxicaceae
familie Berberidopsidaceae
familie Dilleniaceae
orden Gunnerales
familie Gunneraceae
[+ familie Myrothamnaceae ]
orden Caryophyllales
familie Achatocarpaceae
familie Aizoaceae
familie Amaranthaceae
familie Ancistrocladaceae
familie Asteropeiaceae
familie Barbeuiaceae
familie Basellaceae
familie Cactaceae
familie Caryophyllaceae
familie Didiereaceae
familie Dioncophyllaceae
familie Droseraceae
familie Drosophyllaceae
familie Frankeniaceae
familie Gisekiaceae
familie Halophytaceae
familie Molluginaceae
familie Nepenthaceae
familie Nyctaginaceae
familie Physenaceae
familie Phytolaccaceae
familie Plumbaginaceae
familie Polygonaceae
familie Portulacaceae
familie Rhabdodendraceae
familie Sarcobataceae
familie Simmondsiaceae
familie Stegnospermataceae
familie Tamaricaceae
orden Santalales
familie Loranthaceae
familie Misodendraceae
familie Olacaceae
familie Opiliaceae
familie Santalaceae
orden Saxifragales
familie Altingiaceae
familie Aphanopetalaceae
familie Cercidiphyllaceae
familie Crassulaceae
familie Daphniphyllaceae
familie Grossulariaceae
familie Haloragaceae
[+ familie Penthoraceae ]
[+ familie Tetracarpaeaceae ]
familie Hamamelidaceae
familie Iteaceae
[+ familie Pterostemonaceae ]
familie Paeoniaceae
familie Saxifragaceae
clade rosids
familie Aphloiaceae
familie Geissolomataceae
familie Ixerbaceae
familie Picramniaceae
familie Strasburgeriaceae
familie Vitaceae
orden Crossosomatales
familie Crossosomataceae
familie Stachyuraceae
familie Staphyleaceae
orden Geraniales
familie Geraniaceae
[+ familie Hypseocharitaceae ]
familie Ledocarpaceae
familie Melianthaceae
[+ familie Francoaceae ]
famille Vivianiaceae
orden Myrtales
familie Alzateaceae
familie Combretaceae
familie Crypteroniaceae
familie Heteropyxidaceae
familie Lythraceae
familie Melastomataceae
[+ familie Memecylaceae ]
familie Myrtaceae
familie Oliniaceae
familie Onagraceae
familie Penaeaceae
familie Psiloxylaceae
familie Rhynchocalycaceae
familie Vochysiaceae
clade eurosids I [aka "fabids"]
familie Zygophyllaceae
[+ familie Krameriaceae]
familie Huaceae
orden Celastrales
familie Celastraceae
familie Lepidobotryaceae
familie Parnassiaceae
[+ familie Lepuropetalaceae ]
orden Cucurbitales
familie Anisophylleaceae
familie Begoniaceae
familie Coriariaceae
familie Corynocarpaceae
familie Cucurbitaceae
familie Datiscaceae
familie Tetramelaceae
orden Fabales
familie Fabaceae (Leguminosae)
familie Polygalaceae
familie Quillajaceae
familie Surianaceae
orden Fagales
familie Betulaceae
familie Casuarinaceae
familie Fagaceae
familie Juglandaceae
[+ familie Rhoipteleaceae ]
familie Myricaceae
familie Nothofagaceae
familie Ticodendraceae
orden Malpighiales
familie Achariaceae
familie Balanopaceae
familie Bonnetiaceae
familie Caryocaraceae
familie Chrysobalanaceae
[+ familie Dichapetalaceae ]
[+ familie Euphroniaceae ]
[+ familie Trigoniaceae ]
familie Clusiaceae (Guttiferae)
familie Ctenolophonaceae
familie Elatinaceae
familie Euphorbiaceae
familie Goupiaceae
familie Humiriaceae
familie Hypericaceae
familie Irvingiaceae
familie Ixonanthaceae
familie Lacistemataceae
familie Linaceae
familie Lophopyxidaceae
familie Malpighiaceae
familie Ochnaceae
[+ familie Medusagynaceae ]
familie Quiinaceae
familie Pandaceae
familie Passifloraceae
[+ familie Malesherbiaceae ]
[+ familie Turneraceae ]
familie Peridiscaceae
familie Myrobalan-familien (Phyllanthaceae)
familie Picrodendraceae
familie Podostemaceae
familie Putranjivaceae
familie Rhizophoraceae
[+ familie Erythroxylaceae ]
familie Salicaceae
familie Violaceae
orden Oxalidales
familie Brunelliaceae
familie Cephalotaceae
familie Connaraceae
familie Cunoniaceae
familie Elaeocarpaceae
familie Oxalidaceae
orden Rosales
familie Barbeyaceae
familie Cannabaceae
familie Dirachmaceae
familie Elaeagnaceae
familie Moraceae
familie Rhamnaceae
familie Rosaceae
familie Ulmaceae
familie Urticaceae
clade eurosids II [aka "malvids"]
familie Tapisciaceae
orden Brassicales
familie Akaniaceae
[+ familie Bretschneideraceae ]
familie Bataceae
familie Brassicaceae (Cruciferae)
familie Caricaceae
familie Emblingiaceae
familie Gyrostemonaceae
familie Koeberliniaceae
familie Limnanthaceae
familie Moringaceae
familie Pentadiplandraceae
familie Resedaceae
familie Salvadoraceae
familie Setchellanthaceae
familie Tovariaceae
familie Tropaeolaceae
orden Malvales
familie Bixaceae
[+ familie Cochlospermaceae ]
[+ familie Diegodendraceae ]
familie Cistaceae
familie Dipterocarpaceae
familie Malvaceae
familie Muntingiaceae
familie Neuradaceae
familie Sarcolaenaceae
familie Sphaerosepalaceae
familie Thymelaeaceae
orden Sapindales
familie: Anacardiaceae
familie: Biebersteiniaceae
familie: Burseraceae
familie: Kirkiaceae
familie: Meliaceae
familie: Nitrariaceae
[+ familie Peganaceae ]
[+ familie Tetradiclidaceae ]
familie: Rutaceae
familie: Sapindaceae
familie: Simaroubaceae
clade asterids
orden Cornales
familie Cornaceae
[+ familie Nyssaceae ]
familie Curtisiaceae
familie Grubbiaceae
familie Hydrangeaceae
familie Hydrostachyaceae
familie Loasaceae
orden Ericales
familie Actinidiaceae
familie Balsaminaceae
familie Clethraceae
familie Cyrillaceae
familie Diapensiaceae
familie Ebenaceae
familie Ericaceae
familie Fouquieriaceae
familie Lecythidaceae
familie Maesaceae
familie Marcgraviaceae
familie Myrsinaceae
familie Pentaphylacaceae
[+ familie Ternstroemiaceae ]
[+ familie Sladeniaceae ]
familie Polemoniaceae
familie Primulaceae
familie Roridulaceae
familie Sapotaceae
familie Sarraceniaceae
familie Styracaceae
familie Symplocaceae
familie Tetrameristaceae
[+ familie Pellicieraceae ]
familie Theaceae
familie Theophrastaceae
clade euasterids I [aka "lamiids"]
familie Boraginaceae
familie Icacinaceae
familie Oncothecaceae
familie Vahliaceae
orden Garryales
familie Eucommiaceae
familie Garryaceae
[+ familie Aucubaceae ]
orden Gentianales
familie Apocynaceae
familie Gelsemiaceae
familie Gentianaceae
familie Loganiaceae
familie Rubiaceae
orden Lamiales
familie Acanthaceae
familie Bignoniaceae
familie Byblidaceae
familie Calceolariaceae
familie Carlemanniaceae
familie Gesneriaceae
familie Lamiaceae
familie Lentibulariaceae
familie Martyniaceae
familie Oleaceae
familie Orobanchaceae
familie Paulowniaceae
familie Pedaliaceae
familie Phrymaceae
familie Plantaginaceae
familie Plocospermataceae
familie Schlegeliaceae
familie Scrophulariaceae
familie Stilbaceae
familie Tetrachondraceae
familie Verbenaceae
orden Solanales
familie Convolvulaceae
familie Hydroleaceae
familie Montiniaceae
familie Solanaceae
familie Sphenocleaceae
clade euasterids II [aka "campanulids"]
familie Bruniaceae
familie Columelliaceae
[+ familie Desfontainiaceae]
familie Eremosynaceae
familie Escalloniaceae
familie Paracryphiaceae
familie Polyosmaceae
familie Sphenostemonaceae
familie Tribelaceae
orden Apiales
familie Apiaceae
familie Araliaceae
familie Aralidiaceae
familie Griseliniaceae
familie Mackinlayaceae
familie Melanophyllaceae
familie Myodocarpaceae
familie Pennantiaceae
familie Pittosporaceae
familie Torricelliaceae
orden Aquifoliales
familie Aquifoliaceae
familie Cardiopteridaceae
familie Helwingiaceae
familie Phyllonomaceae
familie Stemonuraceae
orden Asterales
familie Alseuosmiaceae
familie Argophyllaceae
familie Asteraceae (Compositae)
familie Calyceraceae
familie Campanulaceae
[+ familie Lobeliaceae ]
familie Goodeniaceae
familie Menyanthaceae
familie Pentaphragmataceae
familie Phellinaceae
familie Rousseaceae
familie Stylidiaceae
[+ familie Donatiaceae ]
orden Dipsacales
familie Adoxaceae
familie Caprifoliaceae
[+ familie Diervillaceae ]
[+ familie Dipsacaceae ]
[+ familie Linnaeaceae ]
[+ familie Morinaceae ]
[+ familie Valerianaceae ]

N.B.: "[+ ...]" = mulig

## Incertae sedis
- Aneulophus
- familie Apodanthaceae [3 slægter]
- Bdallophyton
- familie Balanophoraceae
- Centroplacus
- Cynomorium / Cynomoriaceae
- Cytinus / Cytinaceae
- Dipentodon / Dipentodontaceae
- Gumillea
- Hoplestigma / Hoplestigmataceae
- Leptaulus
- Medusandra / Medusandraceae
- Metteniusa / Metteniusaceae
- Mitrastema / Mitrastemonaceae
- Pottingeria / Pottingeriaceae
- familie Rafflesiaceae [3 slægter]
- Soyauxia
- Trichostephanus